# Bernardo Scharfenstein
Padre Bernardo Scharfenstein (Lorscheid, 4 de fevereiro de 1940 - Carmo da Cachoeira, 14 de abril de 2008) foi um sacerdote católico alemão que exerceu seu ministério no Brasil.

## Genealogia
Era filho de de Albert Antônio Scharfenstein e Elisabeth Scharfenstein.

## Estudos
Cursou a Filosofia e a Teologia na Alemanha e na Bélgica. Inicialmente, havia ingressado na Ordem dos Frades Menores, a qual deixou para ser sacerdote secular. De espírito missionário, deixou família, pátria e veio ser missionário no Brasil, na Diocese da Campanha.

## Ordenação presbiteral
Foi ordenado sacerdote da Santa Igreja Católica Romana, na Catedral Diocesana de Campanha, por imposição das mãos de Sua Excelência Reverendíssima, o senhor Dom Oton Mota,  bispo de Campanha, a 17 de dezembro de 1972.

## Atividade pastoral
Foi pároco em Carvalhos, de 1987 a 1997; e em Campo do Meio, de 1997 a 2006; em seguida foi para São Bento Abade, onde permaneceu por um curto período de tempo, por motivo de saúde. De 2007 até a sua morte, em 14 de abril de 2008, foi vigário paroquial em Carmo da Cachoeira. Foi um homem desprendido de bens materiais, tendo aplicado toda a sua herança familiar nas comunidades em que serviu. Em Carvalhos, construiu e mobiliou a Casa Paroquial e o Salão Paroquial, reformou a Igreja Matriz, as capelas e a Praça da Matriz. Instituiu o costume de rezar missas nas casas de família. Em Campo do Meio, valorizou muito as comunidades rurais, assistindo-as incansavelmente, sendo que restaurou várias capelas e edificou muitas novas, destacando-se a construção da nova igreja do Tapixé. Foi fiel, até o fim, à sua vocação, a qual ele serviu com muito zelo e disponibilidade. Ao falecer expressou o desejo de ser sepultado em Campo do Meio, no que não foi atendido, sendo sepultado em Carmo da Cachoeira.